# Моррис, Даррен
Даррен Рэймонд Моррис (англ. Darren Raymond Morris; род. 24 сентября 1974 года в Хируайне) — валлийский регбист и регбийный тренер, выступавший на позициях пропа и хукера.

## Биография

### Клубная карьера
Уроженец деревни Хируайн, расположенной недалеко от Абердэра (по другим данным, родился в Абердэре или в Понтиприте). Моррис окончил Абердэрскую мужскую школу, Колледж Нита и Порт-Толбота и Гламорганский университет (ныне Университет Южного Уэльса). Выступал с 1992 по 1998 годы за клуб «Нит», также отметился игрой в австралийском Брисбене за клуб «Брисбен Истс», с которым вышел в Гранд-Финал чемпионата Нового Южного Уэльса 1995 года, и провёл некоторое время в расположении «Квинсленд Редс». В 1998 году пришёл в «Суонси», с которым выиграл Валлийско-шотландскую лигу в сезоне 2000/2001, а в сезоне 2002/2003 был капитаном команды. С 2003 по 2006 годы Моррис играл за «Лестер Тайгерс» в одном составе с известными английскими столбами Грэмом Раунтри и Джулианом Уайтом, отыграл 72 встречи (в том числе 53 матча и 5 набранных очков в чемпионате Англии). С 2006 по 2009 годы выступал за «Вустер Уорриорз», провёл 64 матча в клубе и набрал 5 очков (провёл 43 матча в рамках чемпионата Англии). В сезоне 2009/2010 был заявлен за «Кардифф Блюз» в связи с травмой Гарета Дженкинса, но сыграл всего 5 матчей (один в Англо-валлийском кубке, четыре в Про12).
В январе 2010 года заключил контракт до конца сезона с «Нортгемптон Сэйнтс», отыграв 4 матча в чемпионате Англии. В сезоне 2011/2012 играл в Национальной лиге 2 «Юг» за «Хартпери Колледж». Провёл 9 матчей с мая по август 2013 года на правах играющего тренера в чемпионате России за краснодарскую «Кубань», с октября 2013 по март 2014 сыграл 14 матчей за «Донкастер Найтс» в Национальной лиге 1. В сезоне 2014/2015 играл за «Амптхилл» в Национальной лиге 2 «Север».

### Карьера в сборной
Моррис играл за сборные Уэльса до 15 лет, до 18 лет (капитан сборной), до 19 лет и до 21 года. В сборную был вызван впервые в 1996 году, но из-за травмы его дебют был отложен на два года и состоялся только 6 июня 1998 года против Зимбабве. В 2001 году играл на Кубке шести наций за Уэльс, в том же году участвовал в австралийском турне команды «Британские и ирландские львы», сыграл там всего шесть матчей против разных команд — клубов «Уаратаз» и «Брамбиз», сборных клубов Нового Южного Уэльса и Западной Австралии, а также второго и первого состава австралийцев. Провёл третий тест-матч в серии против Австралии, который британцы проиграли со счётом 23:29 (вышел на замену вместо Тома Смита). 10 ноября 2001 года в домашнем матче против Аргентины занёс свою единственную попытку (хотя валлийцы проиграли встречу).
В 2004 году Моррис участвовал в турне по Аргентине и ЮАР под руководством Майка Раддока. 26 июня того е года провёл последнюю игру в майке сборной Уэльса против команды ЮАР в Претории; всего в его активе 18 игр за сборную Уэльса и 5 набранных очков. Провёл также шесть матчей за «Барбарианс».

### Тренерская карьера
В сезоне 2010/2011 Моррис стал тренером нападающих клуба «РГК 1404», затем был играющим тренером «Хартпери Колледж», прежде чем объявить окончательно о завершении любой игровой карьеры. В 2011 году назначен тренером схваток в сборной России и на этом посту работал со сборной на чемпионате мира 2011 года, затем до 2013 года был тренером нападающих. В мае 2013 года Моррис вошёл в тренерский штаб российского клуба «Кубань» на правах играющего тренера: команда заняла 5-е место в чемпионате России в том году. По словам Морриса, Краснодарский край должен был стать при действовавших темпах развития одним из центров российского регби-15.
В 2013 году Моррис возобновил игровую карьеру в составе «Донкастер Найтс» и вывел команду в Чемпионшип. В сезоне 2015/2016 — спортивный директор клуба «Даллас Гриффинс», с 2017 года — директор «Даллас Редс», в 2019 году — тренер нападающих клуба «Хьюстон Сэйберкэтс»